# ダイナミック琉球
「ダイナミック琉球」（ダイナミックりゅうきゅう）は、シンガーソングライター及び音楽プロデューサーであるイクマあきらの楽曲。
今楽曲が収録された、2009年に全国で発売されたアルバム『ダイナミック琉球』や、2020年に発売されたアルバム『ダイナミック琉球〜魂の応援歌〜』は今項目で記載する。

## 概要
作詞及び口説（くどぅち）は、演出家・脚本家・詩作家として活動している平田大一、作曲・編曲はイクマあきら。
2008年に沖縄コンベンションセンターにて上演された現代版組踊絵巻『琉球ルネッサンス』のテーマソングとして制作され、後にオリオンビール『2008お中元篇』CMソングとしても起用されている。また2017年の春ごろに、沖縄県うるま市に存在する沖縄県立前原高等学校のバスケット部が試合のハーフタイムの応援合戦として使われたことや、同年夏の高校野球で宮城県仙台市に存在する仙台育英学園高等学校が応援歌として使われたことをきっかけに、全国の高校野球の定番曲として使用されている。
数組のアーティストがカバーを発表している（後述）。
ミュージック・ビデオは2018年に動画サイトのYouTubeにて公開された（下記の外部リンク参照）。このミュージック・ビデオは勝連城跡で撮影され、作詞及び口説を担当している平田大一や、主に沖縄県で活動している「肝高の阿麻和利」、「創作芸団レキオス」が出演している。

## 2009年発売『ダイナミック琉球』
『ダイナミック琉球』（ダイナミックりゅうきゅう）は、2009年8月5日に徳間ジャパンコミュニケーションズから発売されたイクマあきらの通算2作目のミニ・アルバムであり、表題曲のタイトル。

### 収録曲
| 全作詞: イクマあきら（特記以外）、全作曲: イクマあきら、全編曲: イクマあきら（特記以外）。 |                                                                                |                          |              |      |
| #                                                                                          | タイトル                                                                       | 作詞                     | 作曲・編曲   | 時間 |
| 1.                                                                                         | 「ダイナミック琉球」(作詞：平田大一)                                           | イクマあきら（特記以外） | イクマあきら | 5:36 |
| 2.                                                                                         | 「強がりのLonely Heart」                                                       | イクマあきら（特記以外） | イクマあきら | 5:55 |
| 3.                                                                                         | 「グスージサビラ〜いのちのまつり」(作詞：平田大一)                             | イクマあきら（特記以外） | イクマあきら | 4:57 |
| 4.                                                                                         | 「愛があれば」                                                                 | イクマあきら（特記以外） | イクマあきら | 4:55 |
| 5.                                                                                         | 「君がずっとそばに」                                                           | イクマあきら（特記以外） | イクマあきら | 5:10 |
| 6.                                                                                         | 「こころの風」                                                                 | イクマあきら（特記以外） | イクマあきら | 3:46 |
| 7.                                                                                         | 「ダイナミック琉球 (HORIZON MIX)」(作詞：平田大一、編曲：イクマあきら・松元靖) | イクマあきら（特記以外） | イクマあきら | 5:51 |
| 8.                                                                                         | 「ダイナミック琉球 (エイサー創作舞踊 MIX)」(作詞：平田大一)                    | イクマあきら（特記以外） | イクマあきら | 5:52 |
| 9.                                                                                         | 「ダイナミック琉球 (Instrumental)」                                            | イクマあきら（特記以外） | イクマあきら | 5:49 |
| 合計時間:                                                                                  | 合計時間:                                                                      | 47:51                    |              |      |

## ダイナミック琉球 〜魂の応援歌〜
『ダイナミック琉球〜魂の応援歌〜』（ダイナミックりゅうきゅう・たましいのおうえんか）は、2020年7月1日に徳間ジャパンコミュニケーションズから発売された、イクマあきらの通算6作目のミニ・アルバム。
今作の特典として、表題曲「ダイナミック琉球」のピアノ譜面（&ギターコード付）が付属されている。

### 収録曲
| 全作詞: イクマあきら・平田大一（特記以外）、全作曲・編曲: イクマあきら。 |                                                      |                                    |              |      |
| #                                                                        | タイトル                                             | 作詞                               | 作曲・編曲   | 時間 |
| 1.                                                                       | 「ダイナミック琉球」(作詞：平田大一)                 | イクマあきら・平田大一（特記以外） | イクマあきら | 5:51 |
| 2.                                                                       | 「太陽の子ども達」                                   | イクマあきら・平田大一（特記以外） | イクマあきら | 4:53 |
| 3.                                                                       | 「花城 (エイサーバージョン)」                        | イクマあきら・平田大一（特記以外） | イクマあきら | 4:25 |
| 4.                                                                       | 「ナチュラルエナジー」(作詞：長田達也・イクマあきら) | イクマあきら・平田大一（特記以外） | イクマあきら | 5:03 |
| 5.                                                                       | 「TINGALA」(作詞：長田達也・イクマあきら)            | イクマあきら・平田大一（特記以外） | イクマあきら | 4:32 |
| 6.                                                                       | 「琉球祝唄」                                         | イクマあきら・平田大一（特記以外） | イクマあきら | 4:30 |
| 7.                                                                       | 「こころの風」(作詞：平田大一)                       | イクマあきら・平田大一（特記以外） | イクマあきら | 3:43 |
| 8.                                                                       | 「More acid beat!」                                  | イクマあきら・平田大一（特記以外） | イクマあきら | 3:28 |
| 9.                                                                       | 「ダイナミック琉球 (カラオケ)」                      | イクマあきら・平田大一（特記以外） | イクマあきら | 5:50 |
| 合計時間:                                                                | 合計時間:                                            | 42:15                              |              |      |

楽曲解説
1. ダイナミック琉球
  - ミュージック・ビデオで使用されているアレンジバージョンでの収録。
2. 太陽の子ども達
  - 口説：宮里隆。
3. 花城 (エイサーバージョン)
  - 口説：嘉陽田朝彦。
  - 2010年から2023年まで活動していた集団「天空しなと屋しん」[6]への楽曲提供のセルフカバー。曲名は「はなぐすく」と読む。山里泰彦によるミュージック・ビデオも制作されている[動画 2]。
4. ナチュラルエナジー
  - 口説：嘉陽田朝彦。
5. TINGALA
  - 口説：嘉陽田朝彦。曲名は「てぃんがーら」と読む。沖縄県の方言で「天の川」を意味する。
6. 琉球祝唄
  - 曲名は「りゅうきゅういわいうた」と読む。
7. こころの風
8. More acid beat!
  - 曲名は沖縄県の昔の慣習である「毛遊び」（もうあしび）にかけた言葉である。

## カバー
| アーティスト名       | 収録作品                                                | 年号   | ミュージック・ビデオ |
| -------------------- | ------------------------------------------------------- | ------ | -------------------- |
| 成底ゆう子           | 宝 〜TAKARA〜（品番：KICS-1677）                        | 2011年 | [ 動画 3 ]           |
| 成底ゆう子           | ダイナミック琉球 〜応援バージョン〜（品番：KICM-30845） | 2018年 | [ 動画 4 ]           |
| 平川美香             | ダイナミック琉球（※配信限定）                           | 2019年 | [ 動画 5 ]           |
| MINAMI NiNE          | ダイナミック琉球（※配信限定）                           | 2019年 | [ 動画 6 ]           |
| 川畑アキラ           | ダイナミック琉球（品番：TECI-682）                      | 2019年 | [ 動画 7 ]           |
| Chuning Candy        | ダイナミック琉球（※配信限定）                           | 2020年 | [ 動画 8 ]           |
| マリン&ワリン&ウリン | SEA STORY SUMMER BEST 2021                              | 2021年 |                      |

### 動画
1. ↑  イクマあきら「ダイナミック琉球～魂の応援歌～」発売記念コメントYouTube、2024年2月29日閲覧。
2. ↑  花城（はなぐすく）エイサーバージョン / イクマあきらYouTube、2024年3月3日閲覧。
3. ↑  ダイナミック琉球／成底ゆう子 【PVフル】YouTube、2024年3月15日閲覧。
4. ↑  ダイナミック琉球 ～応援バージョン～【PVフル】YouTube、2024年3月15日閲覧。
5. ↑  平川美香 "ダイナミック琉球" (Official Music Video)YouTube、2024年3月15日閲覧。
6. ↑  MINAMI NiNE - ダイナミック琉球 (OFFICIAL MUSIC VIDEO)YouTube、2024年3月15日閲覧。
7. ↑  【MV】川畑アキラ / ダイナミック琉球（Full version）YouTube、2024年3月15日閲覧。
8. ↑  Chuning Candy｢ダイナミック琉球｣-CHOREO VIDEO-YouTube、2024年3月15日閲覧。